# Tadeusz Słotołowicz
Tadeusz Adam Stanisław Słotołowicz (ur. 19 grudnia 1900 w Sanoku, zm. wiosna 1940 w Katyniu) – prawnik, sędzia, porucznik piechoty rezerwy Wojska Polskiego, ofiara zbrodni katyńskiej.

## Życiorys
Urodził się 19 grudnia 1900 w Sanoku jako syn Stanisława Słotołowicza (ur. 1872, koncepista agrarny, kapitan c.k. armii, auskultant sądowy, sekretarz, radca i sędzia powiatowy przy C. K. Sądzie Obwodowym w Sanoku) i Stefanii Kamili z domu Świerczyńskiej (1880-1953, córka Ludwika Świerczyńskiego, sekretarza magistratu w Sanoku). Był bratem Stanisławy (ur. 1903, nauczycielka), Kazimierza (ur. 1905).
Tadeusz Słotołowicz od 1911 uczęszczał do C. K. Gimnazjum Męskiego w Sanoku. W styczniu 1919 ochotniczo zgłosił się do 3 batalionu Strzelców Sanockich, w szeregach którego uczestniczył w trzech wyprawach podczas wojny polsko-ukraińskiej. W tym samym roku, 15 lutego 1919 z wyróżnieniem zdał egzamin dojrzałości w Państwowym Gimnazjum w Sanoku. Przy 3 batalionie ukończył Szkołę Podoficerską Piechoty, następnie skierowany do żandarmerii we Lwowie, od 16 czerwca do 9 lipca 1919 odbył III kurs polskiej rachunkowości. W późniejszym czasie otrzymał przydział do Okręgowego Dowództwa Żandarmerii we Lwowie, następnie w 1920 służył w 8 dywizjonie żandarmerii w Inowrocławiu i Grudziądzu. Został awansowany do stopnia podporucznika rezerwy w korpusie oficerów piechoty ze starszeństwem z dniem 1 grudnia 1920 (lok. 37). 13 kwietnia 1921 został oficerem gospodarczym w 4 batalionie 14 pułku artylerii polowej w Stargardzie. 22 kwietnia 1922 został przeniesiony do rezerwy. Jako rezerwista był przydzielony do 2 pułku Strzelców Podhalańskich w rodzinnym Sanoku, gdzie w później jako oficer rezerwy odbywał ćwiczenia wojskowe w 1925, 1928, 1930, 1932. W 1934 jako podporucznik rezerwy piechoty przydzielony do 2 pspodh. pozostawał w ewidencji Powiatowej Komendy Uzupełnień Sanok. Na stopień porucznika został mianowany ze starszeństwem z 1 stycznia 1935 i 22. lokatą w korpusie oficerów rezerwy piechoty.
W 1924 ukończył studia prawnicze na Wydziale Prawa i Umiejętności Politycznej Uniwersytetu Jana Kazimierza we Lwowie. Następnie był zatrudniony jako aplikant sądowy. 14 października 1927 zdał egzamin sędziowski. Był aplikantem, po czym od sierpnia 1928 pracował na stanowisku sędziego Sądu Powiatowego w Rymanowie. Ponadto posiadał własną kancelarię adwokacką w Dukli.
Wobec zagrożenia konfliktem zbrojnym, w sierpniu 1939 został zmobilizowany. Po wybuchu II wojny światowej w pierwszej fazie kampanii wrześniowej do 10 września walczył w szeregach 22 Dywizji Piechoty Górskiej. Po agresji ZSRR na Polskę w dniu 17 września, został aresztowany przez Sowietów w okolicach Łomży, po czym był przetrzymywany w obozie w Kozielsku. Na wiosnę został przetransportowany do Katynia (rosyjski badacz Aleksiej Pamiatnych zidentyfikował go na liście wywózkowej NKWD nr N 580/22) i rozstrzelany przez funkcjonariuszy Obwodowego Zarządu NKWD w Smoleńsku oraz pracowników NKWD przybyłych z Moskwy na mocy decyzji Biura Politycznego KC WKP(b) z 5 marca 1940. W 1943 jego ciało zostało zidentyfikowane pod numerem 393 w toku ekshumacji prowadzonych przez Niemców (dosł. jako Tadeusz Zlotolowicz) (przy zwłokach zostały odnalezione dowód osobisty, dwie pocztówki, rysunek ołówkowy, naramienniki bez oznak), gdzie został pochowany w mogile bratniej pierwszej na terenie obecnego Polskiego Cmentarza Wojennego w Katyniu.
Od 1925 jego żoną była Maria Zofia z domu Kaczorowska (ur. 1904), z którą miał córkę Marię i dwóch synów.

## Upamiętnienie

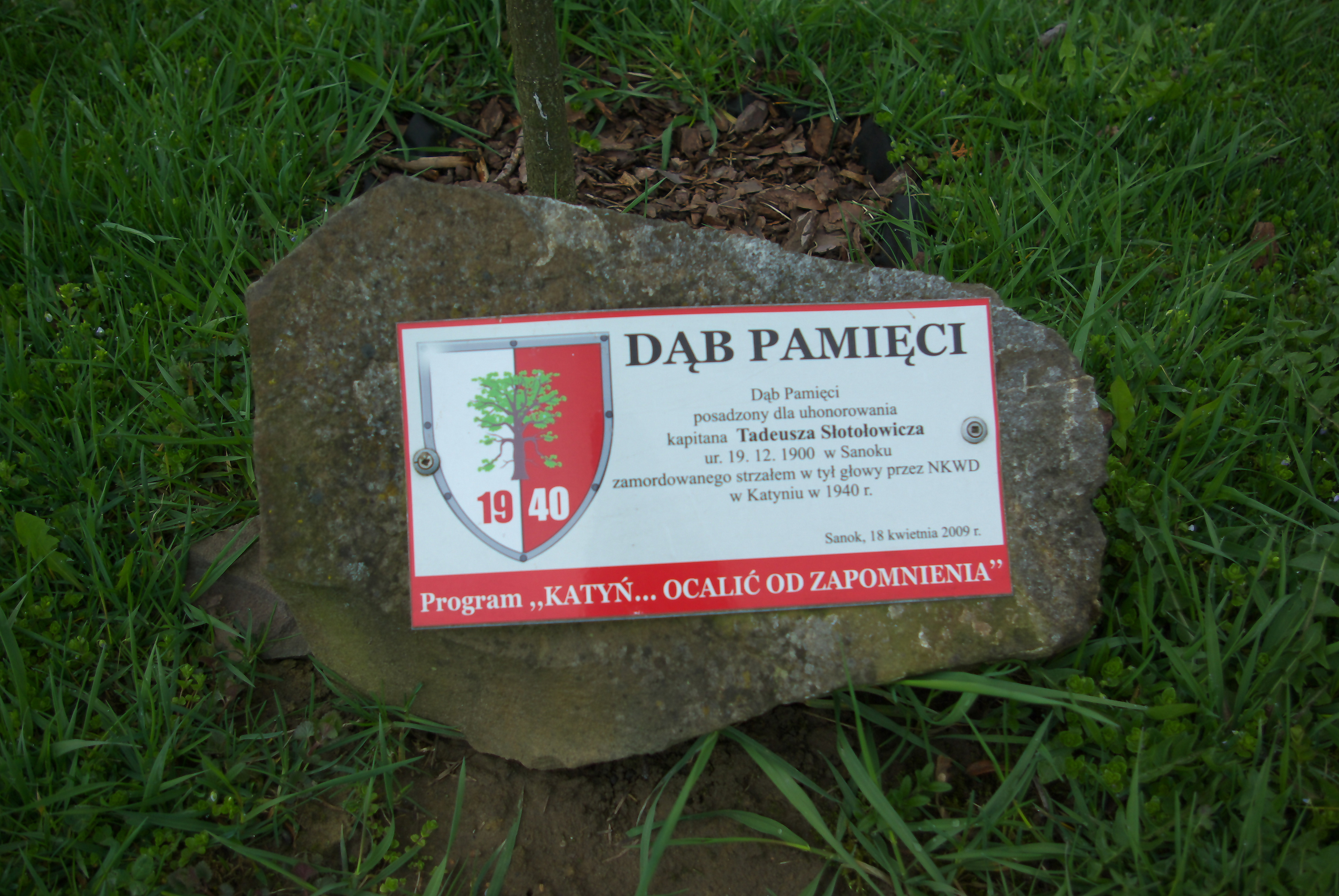
Kamień przy Dębie Pamięci honorującym Tadeusza Słotołowicza w Sanoku

Podczas „Jubileuszowego Zjazdu Koleżeńskiego b. Wychowanków Gimnazjum Męskiego w Sanoku w 70-lecie pierwszej Matury” 21 czerwca 1958 nazwisko Taeusza Słotołowicza zostało wymienione w apelu poległych w obronie Ojczyzny w latach 1939-1945 oraz na ustanowionej w budynku gimnazjum tablicy pamiątkowej poświęconej poległym i pomordowanym absolwentom gimnazjum.
W 1962 Tadeusz Słotołowicz został upamiętniony wśród innych osób wymienionych na tablicy Mauzoleum Ofiar II Wojny Światowej na Cmentarzu Centralnym w Sanoku.
5 października 2007 roku Minister Obrony Narodowej Aleksander Szczygło awansował go pośmiertnie do stopnia kapitana. Awans został ogłoszony 9 listopada 2007 roku, w Warszawie, w trakcie uroczystości „Katyń Pamiętamy – Uczcijmy Pamięć Bohaterów”.
18 kwietnia 2009 w ramach akcji „Katyń... pamiętamy” / „Katyń... Ocalić od zapomnienia”, w tzw. Alei Katyńskiej na Cmentarzu Centralnym w Sanoku zostało zasadzonych 21 Dębów Pamięci, w tym upamiętniający Tadeusza Słotołowicza (zasadzenia dokonał ks. prałat Adam Sudoł).